# Heinrich Ludwig Kayser

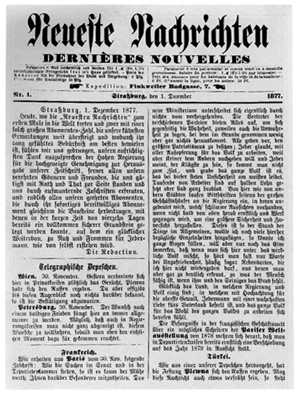
Erstausgabe der Neuesten Nachrichten vom 1. Dezember 1877

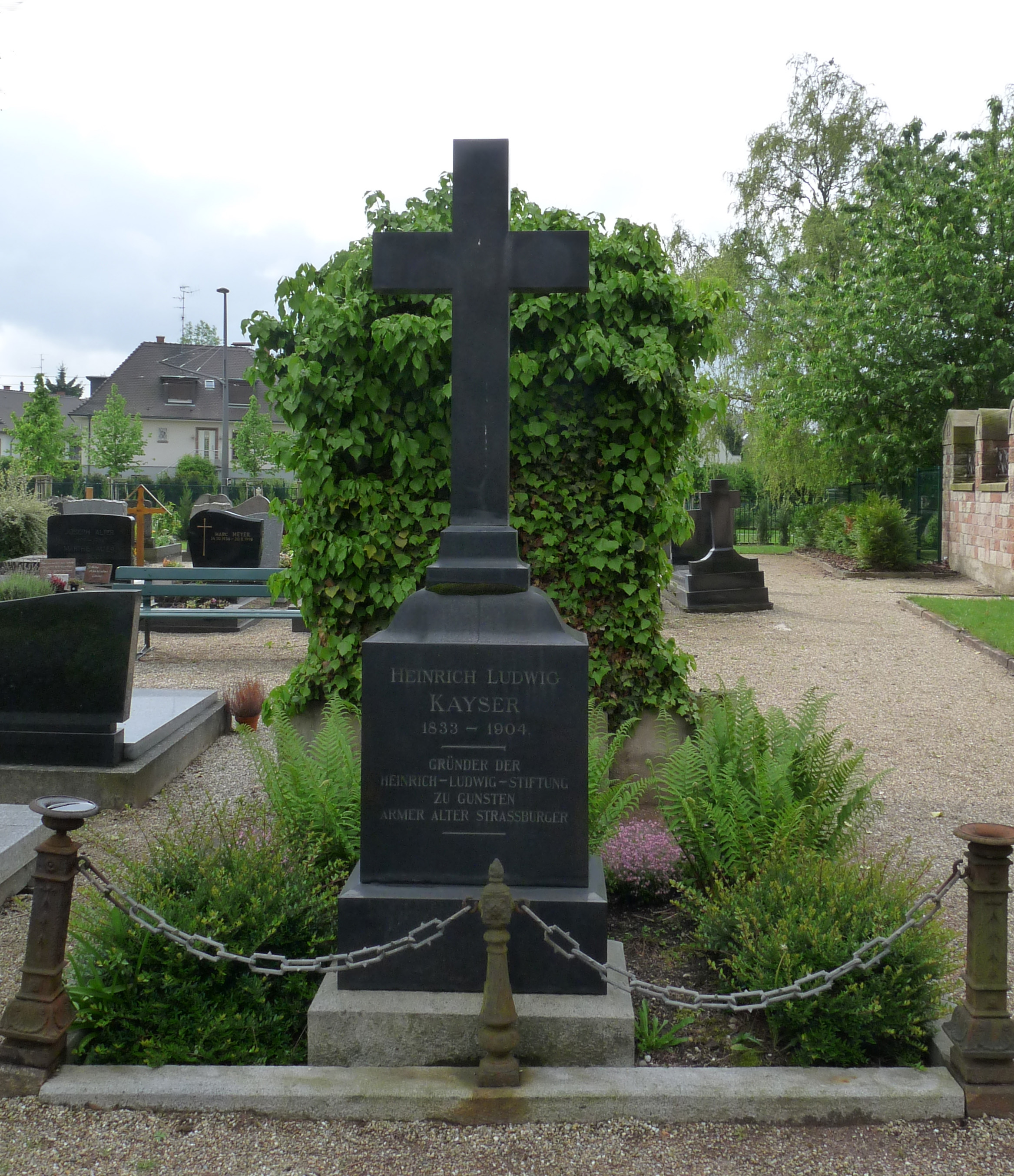
Grab von Kayser in Straßburg

Heinrich Ludwig Kayser (* 20. März 1833 in Bruchmachtersen; † 11. Dezember 1904) war ein deutscher Drucker und Verleger. Er gründete 1877 die Straßburger Neuesten Nachrichten, die heute unter dem Namen Dernières Nouvelles d’Alsace die führende elsässische Tageszeitung ist.

## Leben
Kayser stammte aus einer wohlhabenden Musikerfamilie in Bruchmachtersen (heute ein Stadtteil von Salzgitter). Das Stammhaus der Familie war der so genannte Kayserhof (Ass 11, heute: Söhlekamp 31). Er erlernte in Wolfenbüttel das Setzerhandwerk. Nach längerer Wanderschaft ließ er sich in Straßburg nieder, wo seit 1872 bereits sein jüngerer Bruder, der Musiker und Leiter eines Theaters, Christoph Kayser lebte. Er arbeitete zunächst für die Druckerei Berger-Levrault, später in der Druckerei der Straßburger Zeitung. Das Jahrbuch der Stadt Straßburg von 1874 führt ihn als Geschäftsführer der Druckerei Wolf. Kurz darauf machte Kayser sich mit einer eigenen Druckerei in der Pergamentgasse 1 (heute: Rue du Parchemin) selbständig.
Die Druckerei lebte vor allem von offiziellen Aufträgen, sie druckte das Kreisblatt für Stadt und Landkreis Straßburg und das Amtsblatt des Bezirks Unterelsaß. Ein privater Kunde der Druckerei, der Straßburger Bote, regte Kayser wohl zur Gründung einer eigenen Tageszeitung an.
Das neue Blatt sollte für alle Kundenkreise erschwinglich und interessant sein. 1877 konnten die neuen Unternehmensräume in der Finkweiler Badgasse 7 (Rue du Bain Finkwiller) bezogen werden – hier befand sich zuvor die Druckerei Wolf, in der Kayser anfangs tätig war. Kayser war zunächst Redakteur, Herausgeber und Drucker in einer Person. Am 1. Dezember 1877 erschien die erste Ausgabe der Neuesten Nachrichten, nachdem bereits am 17. November eine kostenlose Nullnummer verteilt wurde.
Das Unternehmen verlief sehr erfolgreich. Bereits am 8. Dezember hatten die Neuesten Nachrichten 1000 Abonnenten. Zum 13. Juli 1889 bezog die Zeitung ihre heutigen Geschäftsräume in der Blauwolkengasse 17–21 (Rue de la Nuée-Bleue). Im selben Jahr wandelte Kayser sein Unternehmen in eine Aktiengesellschaft um. Er erwarb ein großes Vermögen und ließ im Stadtteil Ruprechtsau (La Robertsau) in der Kastnerstraße 1 (Allée Kastner) eine große Villa errichten. Kayser war Gründer der Heinrich-Ludwig-Stiftung zu Gunsten armer alter Straßburger und unterstützte bis zu seinem Tode Witwen und pflegebedürftige Alte in seinem Heimatdorf Bruchmachtersen mit jährlichen Spenden. Zur Fortsetzung dieses Engagements hinterließ er seiner Heimatgemeinde testamentarisch eine Stiftung von 10.000 Mark.
Seine letzte Ruhestätte fand Kayer auf dem Cimetière Saint-Louis in Straßburg-Robertsau (Sektion 2P-2-23/24).